# 你是我的後援會
《你是我的後援會》（Power of Friendship）是香港MakerVille製作的訪談及真人騷節目，2022年9月19日至10月7日逢星期一至五22:30－23:00於ViuTV播出，並由「Sun Life 永明130週年」呈獻。

## 每集內容
| 集數   | 首播日期 | 嘉賓                                                             |
| 2022年 |          |                                                                  |
| 1      | 9月19日  | 吳保錡、阮國泰（Felix）／ 鄧子超、譚健文（Desmond）              |
| 2      | 9月20日  | 吳保錡、阮國泰（Felix）／ 鄧子超、譚健文（Desmond）              |
| 3      | 9月21日  | 張繼聰、白 只／ 胡文珊（Sam）、尹寶燕（Ren）                     |
| 4      | 9月22日  | 張繼聰、白 只／ 胡文珊（Sam）、尹寶燕（Ren）                     |
| 5      | 9月23日  | 練美娟、羅伊婷／ 李 賢（Leanne）、James                          |
| 6      | 9月26日  | 林欣彤、彤 彤／ 鈴木啟介（鈴木）、Alfred                         |
| 7      | 9月27日  | 林欣彤、彤 彤／ 鈴木啟介（鈴木）、Alfred                         |
| 8      | 9月28日  | 艾 粒（少爺占、當 奴）／ 曾文健（Anderson）、蕭煒樂（Daniel）    |
| 9      | 9月29日  | 陳安立、周志文／ 程人富、梁穎琪                                  |
| 10     | 9月30日  | 陳安立、周志文／ 程人富、梁穎琪                                  |
| 11     | 10月3日  | 李健宏（KB）、鄧建明（Joey Tang）／ 李鍵邦（Michael）、文 哥     |
| 12     | 10月4日  | 岑樂怡、楊家欣／ 朱美玲（紅中）、紅中的雀友（紀紀、Alice、Mary） |
| 13     | 10月5日  | 詹朗林、Ada／ 李創偉（Catry）、Gary                              |
| 14     | 10月6日  | 廖子妤、余香凝                                                   |
| 15     | 10月7日  | 杜琪峯、韋家輝                                                   |

## 外部連結
- ViuTV：你是我的後援會（節目重温） （页面存档备份，存于）
- 《你是我的後援會》主題曲 - 老伙記（Official Music Video） （页面存档备份，存于）

## 電視節目的變遷
| 香港 ViuTV 星期一至五 22:30－23:00                 | 香港 ViuTV 星期一至五 22:30－23:00                  | 香港 ViuTV 星期一至五 22:30－23:00 |
| -------------------------------------------------- | --------------------------------------------------- | ---------------------------------- |
|                                                    | 你是我的後援會 （2022年9月19日－2022年10月7日）     |                                    |
| 人去公廁 我去公廁 （2022年8月29日－2022年9月16日） | 姊妹們的國際市場 （2022年10月10日－2022年10月28日） |                                    |